# Tung kulspruta
- Övre vänster: Rysk 12,7 mm 6P49 Kord monterad vid en stridsvagns taklucka som fordonsluftvärn.
- Övre höger: Sovjetisk 14,5 mm KPV tung kulspruta i kvadrupelt luftvärnslavettage.
- Undre vänster: Tysk 8 mm MG 08 tung kulspruta från första världskriget med vattenfylld kylmantel.
- Undre höger: Ukrainsk soldat bakom en 12,7 mm DSjK tung kulspruta på trefotsstativ.

Tung kulspruta (militärförkortning: tksp) i svenska försvarsmakten eller tungt maskingevär i finska försvarsmakten (på finska: raskas konekivääri) är en benämning för kulsprutor som är för otympliga för att praktiskt kunna förflyttas av infanteri under strid (jämför medeltung kulspruta, lätt kulspruta), ett resultat från behovet att ha vissa kulsprutor med ett tungt stabilt lavettage för bättre träffbild på längre avstånd och rekylhantering med kraftig ammunition etc.
Tunga kulsprutor används främst som fordonsbestyckning eller fast närförsvar till stridsvärn och dito.

## Grovkalibrig kulspruta
Begreppet tung kulspruta används ofta för att beskriva kulsprutor som skjuter grövre kalibrerad ammunition än traditionella enhetsgevär, historiskt annars kallade grovkalibriga kulsprutor. Enhetsgevär skjuter vanligen kalibrar under 8 mm medan grovkalibriga kulsprutor vanligen skjuter kalibrar kring 12,7 mm (0,5 tum, .50-kaliber), såsom 12,7 × 99 mm NATO eller 12,7 × 108 mm (rysk), eller grövre såsom 14.5 × 114 mm (rysk). Automatvapen med kaliber överskridande 20 mm klassificeras vedertaget som automatkanon enligt traditionell internationell doktrin.
Begreppet tung kulspruta har blivit överfört som resultat av den vice versa naturen och behovet av grövre kaliber på stabil grund som är vanlig hos tyngre kulsprutor. Det bör dock understrykas att svenska försvarsmakten annars använder begreppet “grovkalibrig” för att avse kalibrar över 60 mm, varav grovkalibriga kulsprutor egentligen klassas inom finkalibriga vapen (0–20 mm). Tidigare när vattenkylkda kulsprutor var vanligt förekommande klassades dessa som ”tunga kulsprutor” trots att de oftast använde samma ammunition som enhetsgevär eller ammunition med motsvarande kaliber fast med längre patronhylsa (till exempel 8 × 63 mm). Efter hand som vattenkylkda kulsprutor blev omoderna används begreppet bara om kulspruter med grövre kaliber.
Grovkalibriga kulsprutor kommer från två huvudsakliga behov; ett behov att kunna bekämpa mål på längre avstånd än finkalibriga kulsprutor, där grövre kaliber ger tyngre projektiler vilket resulterar i högre kinetisk energi som i sin tur bibehåller projektilhastighet i banan längre än lättare projektiler med likvärdig drivkraft och därför erhåller längre räckvidd, samt ett behov att erhålla högre verkan mot fordon och skyddade värn med mera, där högre kaliber tillåter högre slagkraft för pansarbrytande projektiler och granatammunition. Kraftigare ammunition resulterar dock i högre rekyl, varför grovkalibriga kulsprutor nästan alltid utformas som tung kulspruta med tungt och stadigt lavettage passande för eget skyddsvärn och fordonsbestyckning. Under andra världskriget var grovkalibriga kulsprutor särskilt vanliga som flygplansbestyckning.

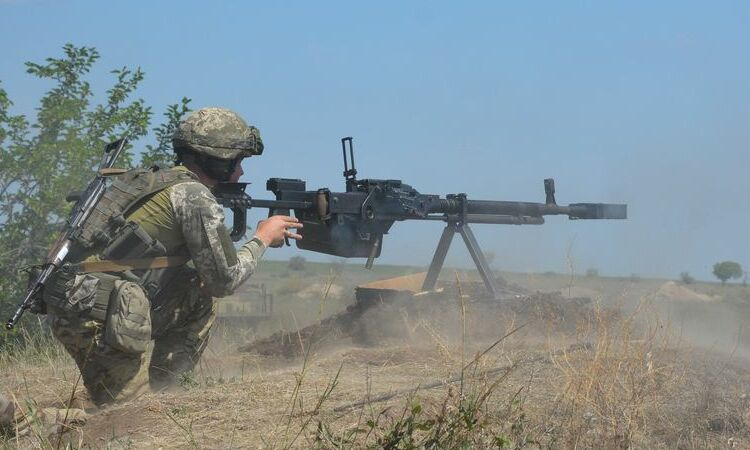
Ukrainska DSjKM-TK, grovkalibrig kulspruta med stödben och vapenkolv.

Det förekommer i mycket liten utsträckning även grovkalibriga kulsprutor utformade som medeltung kulspruta med vapenkolv och stödben, en okonventionell lösning som ej är duglig som traditionell kulspruta, utan snarare agerar tyngre understödsvapen eller materielförstöringsvapen(en). Exempel är ryska Kord 6P57(en) med 6U16-lavett (kolv + stödben) och ukrainska DSjKM-TK (ryska: ТК = тактический комплект, "taktiskt tillägg"), DSjKM-vapen modifierade med NSV-mynningsbroms, kolv och stödben.

### Historik

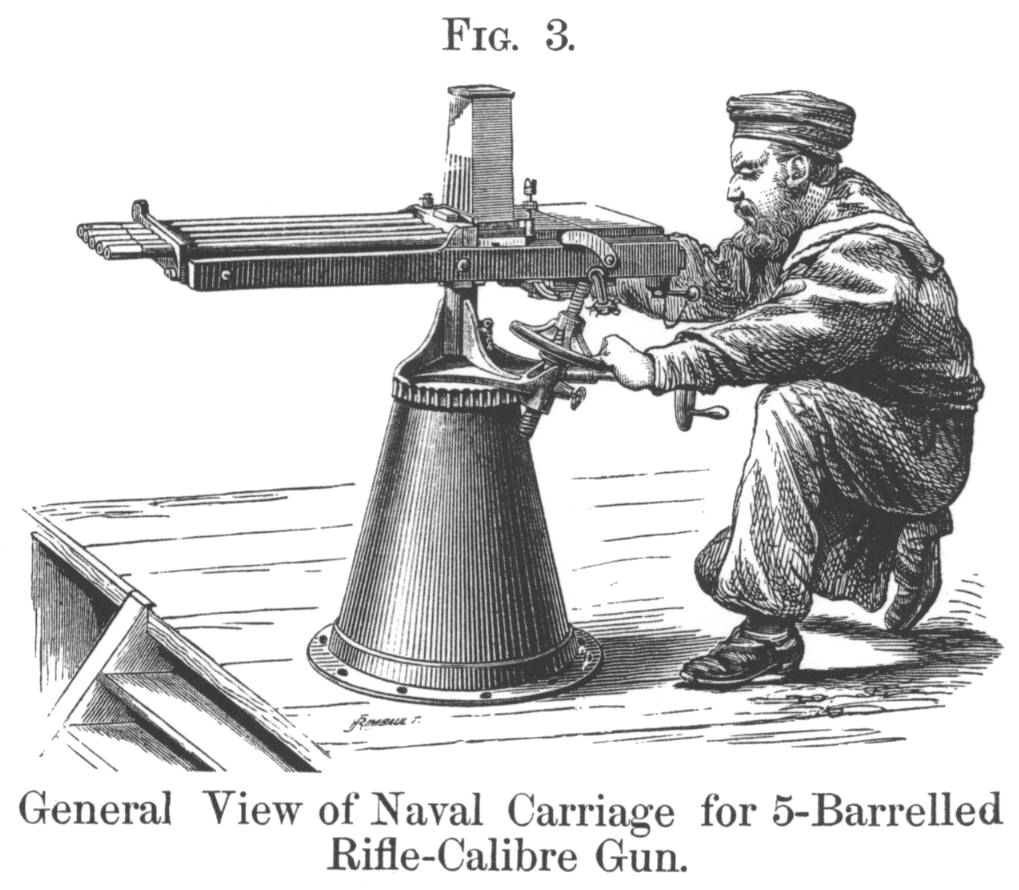
12,7 mm Nordenfeltkulspruta (av Helge Palmcrantz) från 1800-talets andra hälft, här i kvintupelt (5-pipigt) örlogslavettage.

Grovkalibriga tunga kulsprutor har funnits lika länge som det funnits automatvapen, men den moderna användningen av grovkalibriga kulsprutor började utvecklas under första världskriget. Kejsardömet Tyskland började under krigets slutskede att utveckla en grovkalibrig kulspruta avsedd för patronen 13,2 mm TuF (Tank und Flieger) baserad på en förstorad MG 08, resulterande i MG 18 TuF. Samma idé fanns i USA för en halvtumskalibrig (12,7 mm) kulspruta, vilken 1921 resulterade i en tidig vattenkyld föregångare till M2 Browning, kallad Browning M1921. Ingen av kulsprutorna kom att användas i strid under första världskriget men den följande amerikanska M2 Browning från 1933 kom att få stor användning runt om i världen efter kriget.
När andra världskriget utbröt hade flera typer av grovkalibriga kulsprutor utvecklats runt om i världen. De flesta utvecklades för att användas i flygplan men den ryska DSjK och amerikanska M2 Browning kom även att användas på markfordon. DSjK och M2 kom att bli rivaler under andra världskriget då båda presterade lika både i eldhastighet, och utgångshastighet. Efter kriget blev grovkalibriga kulsprutor ovanliga på flygplan som resultat av ett behov för högre verkan. De sista stora jaktflygplanet bestyckad med grovkalibriga kulsprutor kom att bli amerikanska North American F-86 Sabre, vars senare varianter försågs med 20–30 mm automatkanoner som ersättning för de tidigare 12,7 mm kulsprutorna.
På arménivå och till sjöss, samt som helikopterbestyckning, har grovkalibriga kulsprutor sett fortsatt större bruk. I både USA och Ryssland (samt forna Sovjetunionen) med mera är det standard att förse stridsvagnar med en grovkalibrig kulspruta på torntaket, avsett som fordonsluftvärn bland annat.

### Grovkalibriga kulsprutor i Sverige
Sverige har haft grovkalibriga kulsprutor sedan man införskaffade kulsprutor under 1800-talet, men de första moderna typerna införskaffades inte förrän 1939, då 13,2 mm automatkanon m/39 (FN-Browning) antogs av svenska flygvapnet. Detta följdes snart av 12,7 mm automatkanon m/40 (Breda-SAFAT) och 12,7 mm automatkanon m/45 (.50 AN/M2). Anledningen till att de kallades automatkanoner har med svenska flygvapnets kaliberdoktrin att göra. Jämte gevärskaliber erbjuder kaliber 12,7 mm och uppåt främst granatammunition vad gäller luftstrid, varför det inte finns något egentligt behov av ett särskilt kaliberspann för grovkalibriga kulsprutor, eftersom de agerar samma vapen som övriga konventionella flygplanautomatkanoner.
13,2 mm automatkanon m/39 kom mot slutet av 1940-talet att omkamras för samma patron som 12,7 mm automatkanon m/45 i ett försök att standardisera ammunition. Dessa kom att brukas som flygburna övningsvapen ända in på början av 2000-talet när Saab 37 Viggen och SK 60 togs ur bruk.
På arménivå införskaffades moderna grovkalibriga kulsprutor först på slutet av 1980-talet inför Sveriges köp av pansarterrängbil 180, vilket blev den NATO-standardiserade FN M2 HB QCB (.50 M2A1) med snabbytespipa, då som tung kulspruta 12,7 mm (tksp 12,7), senare ombetecknad 12,7 mm kulspruta 88. Den brukas bland annat på stridsbåt 90H med mera.

### Kända modeller
De två främsta grovkalibriga kulsprutorna världen över är amerikanska Browning M2 och sovjetiska DSjK. Båda modellerna introducerades under eller strax inpå andra världskriget och brukas över större delen av världen än idag, vissa modeller i stort sett oförändrade från original.
Patronerna som utformades för Browning M2 (12,7 × 99 mm) och DSjK (12,7 × 108 mm) har även blivit återbrukade i ett stort antal andra vapen utvecklade i eftermäle.

## Tunga kulsprutor (lista)

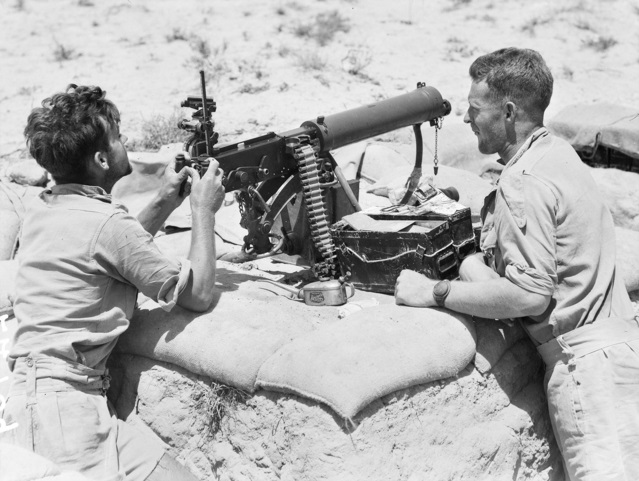
Befäst 7,7 mm Vickerskulspruta.

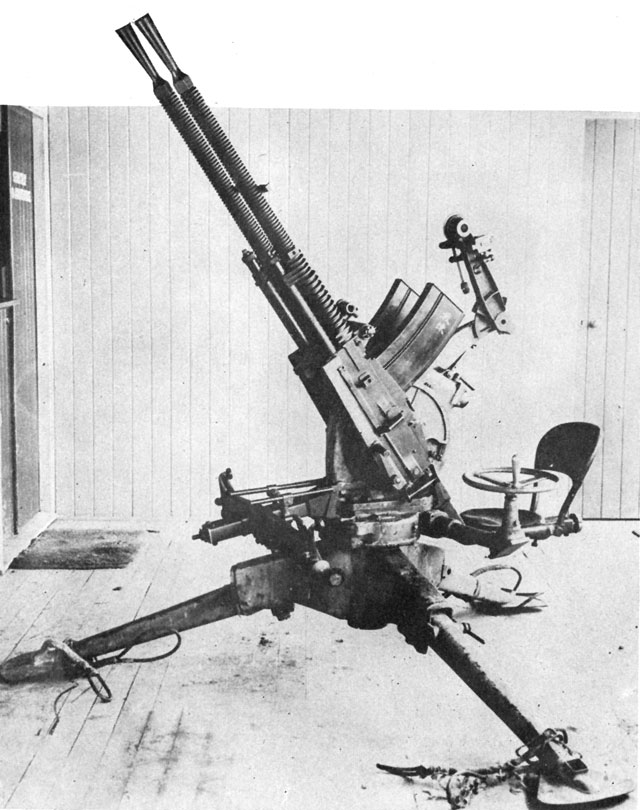
Japansk 13,2 mm tung kulspruta typ 93.

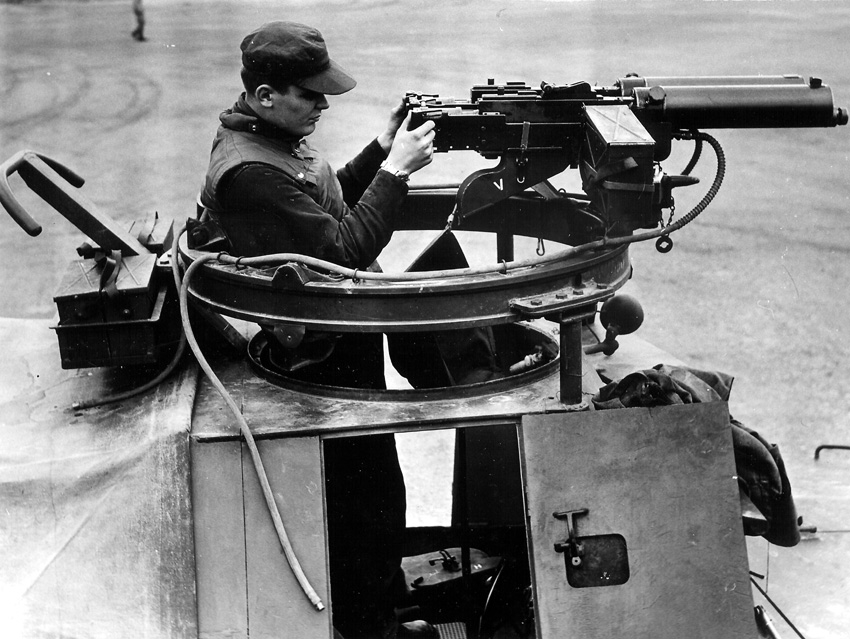
Svenska 8 mm ksp m/36 i dubbellavettage på en KP-bil, 1950-tal.

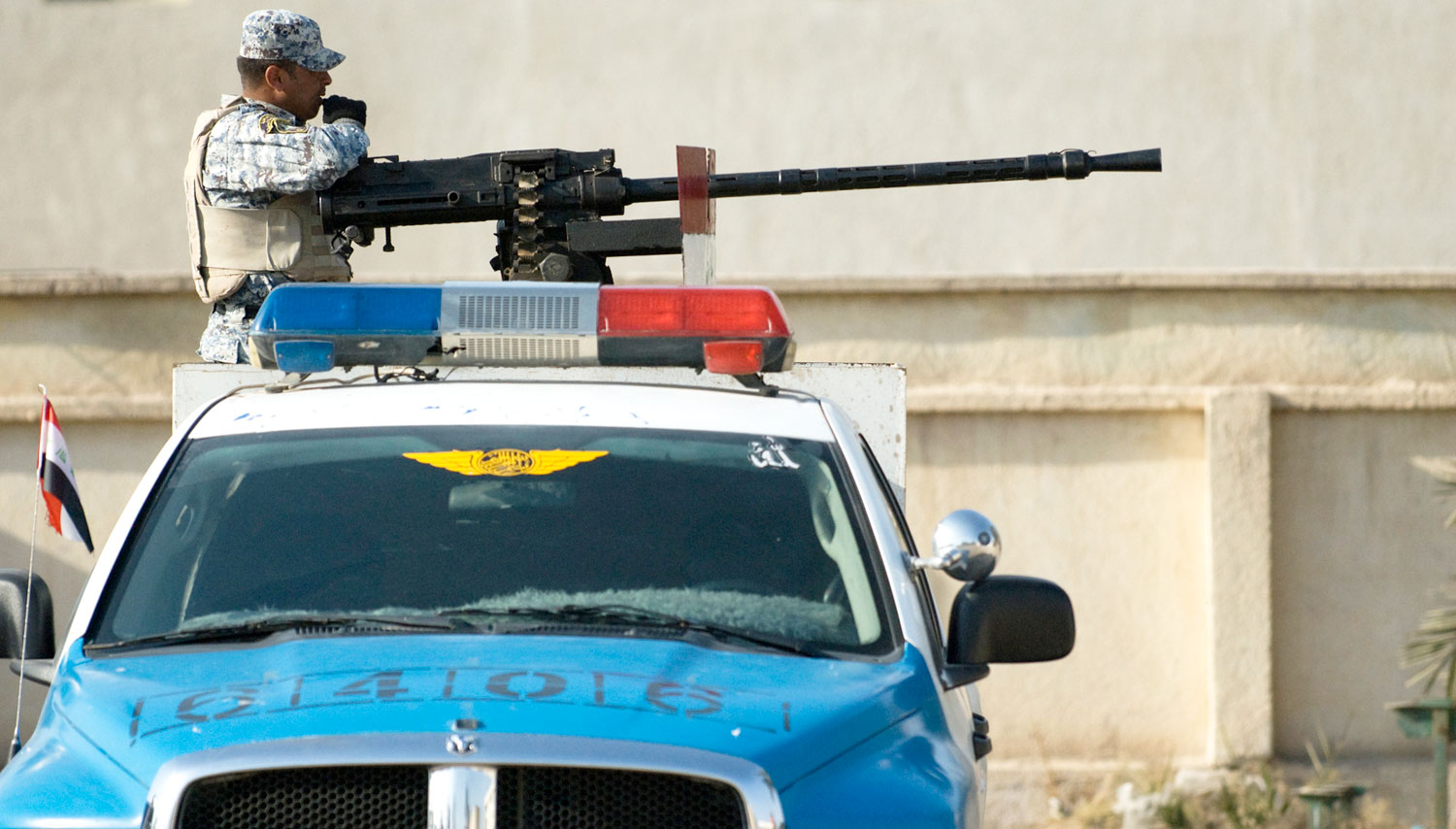
Sovjetisk 14,5 mm KPV monterad på en polisbil.

| Kaliber          | Typ                                       | Land                 | År   |
| ---------------- | ----------------------------------------- | -------------------- | ---- |
| Papperspatron    | Gatlingkulspruta                          | USA                  | 1861 |
| 6,5 × 50 mm SR   | tung kulspruta typ 3                      | Japanska imperiet    | 1914 |
| 7,7 × 56 mm R    | Maximkulspruta                            | USA                  | 1889 |
| 7,7 × 56 mm R    | Vickerskulspruta                          | Storbritannien       | 1912 |
| 7,7 × 58 mm      | tung kulspruta typ 92                     | Japanska imperiet    | 1932 |
| 8 × 50 mm R      | Schwarzlosekulspruta                      | Österrike-Ungern     | 1905 |
| 8 × 51 mm R      | St. Étienne Mle 1907                      | Frankrike            | 1907 |
| 8 × 51 mm R      | Hotchkiss Mle 1914                        | Frankrike            | 1914 |
| 8 × 57 mm        | Maschinengewehr 08                        | Kejsardömet Tyskland | 1908 |
| 8 × 59 mm        | Breda Modello 37                          | Italien              | 1937 |
| 8 × 63 mm        | 8 mm kulspruta m/36                       | Sverige              | 1936 |
| 11 × 59 mm R     | Hotchkiss Mle 1914                        | Frankrike            | 1917 |
| 11 × 59 mm R     | 11 mm Vickerskulspruta                    | Storbritannien       | 1917 |
| 11,35 × 62 mm    | Madsen Maskingevær M.1926                 | Danmark              | 1926 |
| 11,6 × 53,5 mm R | Gatlingkulspruta                          | USA                  | 1881 |
| 12,17 × 44 mm    | Nordenfeltkulspruta                       | Sverige              | 1875 |
| 12,7 × 81 mm     | Breda-SAFAT                               | Italien              | 1938 |
| 12,7 × 81 mm     | Ho-103                                    | Japanska imperiet    | 1941 |
| 12,7 × 99 mm     | Browning M1921                            | USA                  | 1929 |
| 12,7 × 99 mm     | Browning M2                               | USA                  | 1933 |
| 12,7 × 99 mm     | VKT 12,70 LKk/42                          | Finland              | 1943 |
| 12,7 × 99 mm     | Madsen-Saetter 12,7 mm (.50") Maskingevær | Danmark              | 1951 |
| 12,7 × 99 mm     | General Electric M85                      | USA                  | 1959 |
| 12,7 × 99 mm     | CIS 50MG                                  | Singapore            | 1991 |
| 12,7 × 108 mm    | DSjK                                      | Sovjetunionen        | 1938 |
| 12,7 × 108 mm    | Berezin UB                                | Sovjetunionen        | 1941 |
| 12,7 × 108 mm    | NSV                                       | Sovjetunionen        | 1971 |
| 12,7 × 108 mm    | Typ 77                                    | Folkrepubliken Kina  | 1977 |
| 12,7 × 108 mm    | Typ 85                                    | Folkrepubliken Kina  | 1985 |
| 12,7 × 108 mm    | KORD                                      | Ryssland             | 1998 |
| 13 × 64 mm       | Maschinengewehr 131                       | Nazityskland         | 1940 |
| 13 × 64 mm       | 13 mm flygkulspruta typ 2                 | Japanska imperiet    | 1942 |
| 13,2 × 92 mm     | Maschinengewehr 18 TuF                    | Kejsardömet Tyskland | 1918 |
| 13,2 × 96 mm     | Mitrailleuse Hotchkiss de 13,2 mm         | Frankrike            | 1935 |
| 13,2 × 99 mm     | Mitrailleuse Hotchkiss de 13,2 mm         | Frankrike            | 1929 |
| 13,2 × 99 mm     | Breda Modello 31                          | Italien              | 1931 |
| 13,2 × 99 mm     | 13 mm tung kulspruta typ 93               | Japanska imperiet    | 1933 |
| 13,2 × 99 mm     | Browning - F.N. Calibre 13,2 mm           | Belgien              | 1939 |
| 13,2 × 99 mm     | 13 mm flygplankulspruta typ 3             | Japanska imperiet    | 1943 |
| 14,5 × 114 mm    | Slostin                                   | Sovjetunionen        | 1946 |
| 14,5 × 114 mm    | KPV                                       | Sovjetunionen        | 1949 |
| 15 × 104 mm      | ZB vz.60                                  | Tjeckoslovakien      | 1939 |
| 15 × 104 mm      | 15 mm Besa                                | Storbritannien       | 1940 |
| 15,1 × 96 mm     | Maschinengewehr 151/15                    | Nazityskland         | 1940 |
| 15,5 × 106 mm    | FN BRG-15                                 | Belgien              | 1983 |